# Problema demarcației
Problema demarcației în filosofia științei se referă la modul de a distinge între știință și neștiință, inclusiv între știință, pseudoștiință și alte produse ale activității umane, cum ar fi arta și literatura, și credințele. Dezbaterea continuă după peste două milenii de dialog între filozofii științei și oamenii de știință în diferite domenii și în ciuda unui larg acord asupra principiilor metodelor științifice.

## Karl Popper

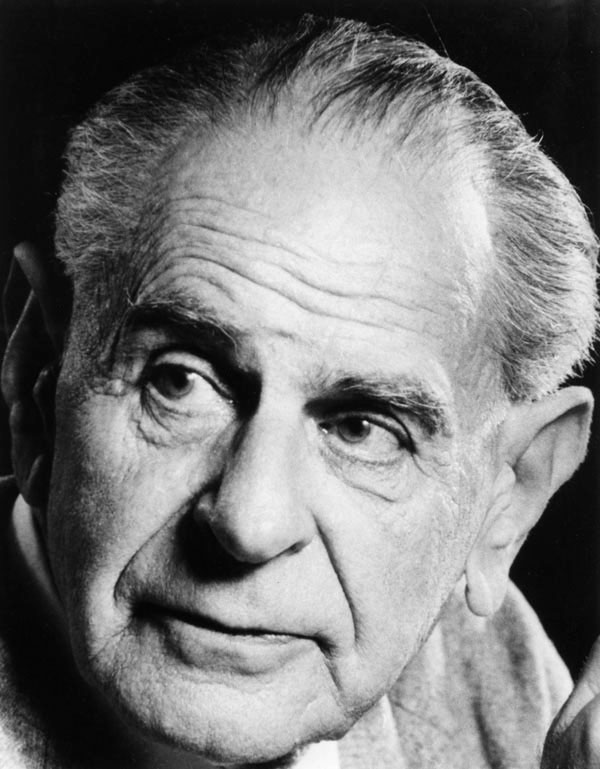
Karl Popper

Karl Popper, ca raționalist critic, a fost un oponent al tuturor formelor de scepticism, convenționalism și relativism în știință. În 1935 a scris Logica cercetării (Logik der Forschung. Zur Erkenntnistheorie der modernen Naturwissenschaft) (K. Popper 1934), traducând ulterior cartea în engleză și publicând-o sub titlul The Logic of Scientific Discovery (1959) considerată ca o lucrare de pionierat în domeniu. Multe dintre argumentele din această carte sunt îndreptate împotriva membrilor "Cercului Vienez", precum Moritz Schlick, Otto Neurath, Rudolph Carnap, Hans Reichenbach, Carl Hempel și Herbert Feigl. Popper este de acord cu aceștia cu privire la aspectele generale ale metodologiei științifice și neîncrederea lor în metodologia filosofică tradițională, dar soluțiile sale au fost semnificativ diferite. Popper a contribuit semnificativ la dezbaterile privind metodologia științifică generală, demarcarea științei de pseudoștiință, natura probabilității și metodologia științelor sociale.
Popper a fost profund impresionat de diferențele dintre presupusele teorii "științifice" ale lui Freud și Adler și de revoluția declanșată de teoria relativității lui Einstein în fizică în primele două decenii ale secolului 20. În timp ce teoria lui Einstein era extrem de "riscantă", în sensul că era posibil să se deducă consecințe din ea care, dacă s-ar fi dovedit a fi false, ar fi falsificat întreaga teorie, nimic nu putea, în principiu, să falsifice teoriile psihanalitice, acestea nefiind cu adevărat predictive. (Thornton 2017)
Popper a început să fie criticat filosofic pentru abordarea sa prescriptivă față de știință și accentul pus pe logica falsificării. Teoriei sale i s-a opus abordarea socio-istorică a lui Thomas Kuhn în "Structura revoluțiilor științifice" (1962), (Kuhn 1962) care, în susținerea a reintrodus ideea că schimbarea științei este în esență dialectică și depinde de stabilirea unui consens în cadrul comunităților de cercetători.

## Istorie
Au existat încercări de demarcare a științei de neștiință încă din perioada antică: ”Pentru a fi științific, a spus Aristotel, trebuie să ne ocupăm de cauze, trebuie să folosim demonstrații logice și trebuie să identificăm universalii care "intră" în particularitățile sensului.” (Laudan 1983)
Demarcarea științei de pseudoștiință are rațiuni atât teoretice (problema delimitării este o perspectivă iluminantă care contribuie la filozofia științei în același mod în care analiza erorilor contribuie la studiul logicii informale și a argumentării raționale), cât și practice (distincția este importantă pentru îndrumarea decizională atât în viața privată, cât și în cea publică). (Mahner 2007)
Pozitivismul logic, prin teoria verificabilității semnificației (verificaționism) a considerat că numai afirmațiile despre chestiuni de fapt sau relațiile logice dintre concepte sunt semnificative. (Grayling 2001) Dar "propunerile de verificare aveau ca scop rezolvarea unei probleme de demarcare distinctă, și anume între știință și metafizică". (Hansson 2017)

## Demarcarea dintre știință și non-știință
Conform lui Popper, problema centrală a filozofiei științei este cea a demarcării, a distingerii dintre știință și ceea ce el numește „non-știință” (incluzând logica, metafizica, psihanaliza, etc).
„Orice demarcație, în sensul meu, trebuie să fie inexactă. (Aceasta este una dintre marile diferențe față de orice criteriu al semnificației formale al oricărui "limbaj al științei" artificial). Pentru că linia de despărțire dintre metafizică și știință nu este una clară: ceea ce era ieri o idee metafizică poate deveni mâine o teorie științifică testabilă, ceea ce se întâmplă de multe ori.” (K. Popper 1985, 131)
„Vor exista teorii bine testabile, teorii testabile cu greu și teorii netestabile. Acelea care sunt netestabile nu prezintă niciun interes pentru știința empirică. Ele pot fi caracterizate drept teorii metafizice.... ar fi inadecvat să trasăm linia de demarcație dintre știință și metafizică astfel încât să excludem metafizica din domeniul limbajului cu semnificație pe motivul că este lipsită de sens.” (K. Popper 1963, 333)
Un argument principal al lui Popper este critica lui David Hume a inducției (Hume 1738), argumentând că inducția nu trebuie niciodată folosită în știință. Dar nu este de acord cu scepticismul asociat cu Hume și nici cu susținerea „observației” pure ale lui Bacon și Newton ca punct de pornire în formarea teoriilor, întrucât nu există observații pure, care să nu implice anumite teorii. Popper susține că nu există o metodologie unică specifică științei.
„Este necesar să se rezolve problema demarcării științei de metafizică. Dar ar trebui să recunoaștem că multe sisteme metafizice au condus la rezultate științifice importante. Amintesc numai sistemul lui Democrit; și cel al lui Schopenhauer care este foarte asemănător cu cel al lui Freud. Și unele, de exemplu cele ale lui Platon sau Malebranche sau Schopenhauer sunt construcții minunate ale gândirii. Dar cred, în același timp, că ar trebui să ne opunem acelor sisteme metafizice care au tendința de a ne fermeca și nedumeri. Dar evident, ar trebui să procedăm la fel chiar cu sisteme nemetafizice sau anti-metafizice, dacă afișează această tendință periculoasă. Și cred că nu o putem face dintr-o singură mișcare. Mai degrabă trebuie să facem efortul de a analiza sistemele în detaliu; trebuie să arătăm că înțelegem ce vrea autorul să spună, dar că ce spune el nu merită efortul de a înțelege.” (K. Popper 1985, 109)
Popper propune în schimb, ca metodă pentru investigației științifică, falsificabilitatea. Pentru el, o teorie este științifică numai dacă este falsificabilă de un eveniment conștient. Teoria de demarcație a lui Popper se bazează pe percepția sa asupra asimetriei logice pe care o are între verificare și falsificare: este logic imposibil să se verifice definitiv o propoziție universală prin referire la experiență (cum afirmă și Hume), dar un singur contra-exemplu falsifică definitiv legea universală corespunzătoare. Într-un cuvânt, o excepție, departe de a se „dovedi” o excepție de la regulă, o respinge definitiv: (Thornton 2017)
„e vorba de oameni ai ideilor curajoase, deși foarte critici față de propriile lor idei, ei încearcă să afle dacă ideile lor sunt corecte, încercând să afle mai întâi dacă nu cumva sunt greșite. Ei operează cu conjecturi curajoase și încercări severe de a-și respinge propriile lor conjecturi . Criteriul de demarcație între știință și ne-știință pe care îl propun este o simplă analiză logică a acestei imagini. Dacă acesta este bun sau rău, acest lucru va fi arătat de fertilitatea lui. Ideile curajoase reprezintă ipoteze sau conjecturi noi și îndrăznețe. Iar încercările severe de respingere sunt discuțiile critice și testele empirice severe. Dar când este o conjectură îndrăzneață, în sensul propus aici , și când nu? Este îndrăzneață dacă și numai dacă își asumă un mare risc de a fi falsă - dacă lucrurile ar sta altfel, și dacă par în acel moment că stau altfel.” (K. Popper 1985, 127–28)
O teorie științifică veritabilă este restrictivă, și deci poate fi testată și falsificată, dar niciodată verificată logic. Astfel, dacă o teorie a rezistat testelor, nu înseamnă că a fost verificată, ea are doar un grad mai mare de coroborare, putând fi înlocuită oricând de o teorie mai bună.
Popper folosește falsificarea drept criteriu de demarcare pentru a evalua teoriile. Criteriul popperian nu exclude din domeniul științei declarații care nu pot fi falsificate, ci doar teorii întregi care nu conțin nicio declarație falsificabilă, fără a preciza totuși foarte clar ce constituie o „teorie întreagă” și ce face o afirmație să fie „semnificativă”.
Verificaționismul a fost o caracteristică esențială a pozitivismului logic al așa-numitului Cerc de la Viena. Popper a observat că filozofii Cercului de la Viena au amestecat două probleme diferite, cele de semnificație și de demarcare, și au propus ca verificare o singură soluție pentru ambele. Popper a afirmat că există teorii semnificative care nu sunt științifice, și deci un criteriu de semnificație nu coincide cu un criteriu de delimitare, propunând înlocuirea verificabilității cu falsificabilitatea ca criteriu de delimitare. Pe de altă parte, el s-a opus strict opiniei că afirmațiile care nu sunt falsificabile sunt lipsite de sens sau greșite. (K. Popper 1934, sec. 6)
Popper susține că singura tehnică logică parte integrantă din metoda științifică este cea a testării deductive, concluziile fiind deduse dintr-o ipoteză și apoi comparate între ele și cu alte declarații relevante pentru a determina dacă acestea falsifică sau coroborează ipoteza. Astfel de concluzii nu sunt în mod direct comparate cu faptele, pur și simplu pentru că nu există fapte „pure” disponibile; toate observațiile-declarații sunt încărcate de teorie și sunt la fel de mult o funcție de factori pur subiectivi (interese, așteptări, dorințe etc.), deoarece acestea sunt o funcție a ceea ce este realmente obiectiv. (Thornton 2017)
Popper specifică patru etape pentru procedura deductivă:
„eu am propus ... să considerăm drept criteriu de demarcație caracterul infirmabil sau falsificabil al sistemelor teoretice. Corespunzător acestei concepții, pe care o mai susțin și acum, un sistem trebuie să fie considerat științific numai dacă face aserțiuni care pot intra în conflict cu observațiile; și în fapt, un sistem este testat prin încercări de a produce asemenea conflicte, altfel spus, prin încercări de a-l infirma. Așadar, testabilitatea este același lucru cu infirmabilitatea, și, în consecință, poate fi considerată drept un criteriu de demarcație. .... (după cum am descoperit ulterior), există grade de testabilitate: unele teorii se expun la infirmări posibile cu mai mult curaj decât altele.” (K. Popper 1963, 332)
Popper consideră că filosofia lui Hume demonstrează că există o contradicție implicită în empirismul tradițional, care susține atât că toate cunoștințele provin din experiență, cât și că propozițiile universale (inclusiv legile științifice) sunt verificabile prin referire la experiență. Contradicția derivă din încercarea de a arăta că, în ciuda caracterului deschis al experienței, legile științifice pot fi interpretate ca generalizări empirice, care într-un fel confirmă în final o experiență „pozitivă”. Popper elimină contradicția prin respingerea primului dintre aceste principii și eliminând impunerea verificării empirice în falsificare în al doilea principiu. El afirmă că teoriile științifice nu sunt deduse inductiv din experiență și nici nu se efectuează experimente științifice pentru verificarea sau stabilirea adevărului lor; toate cunoștințele sunt provizorii, conjecturale, ipotetice - nu putem niciodată să dovedim definitiv teoriile, putem doar să le confirmăm (provizoriu) sau să le refuzăm. De aceea trebuie să facem o alegere între teoriile care explică setul de fenomene investigate, eliminând numai acele teorii care sunt falsificate și alegem rațional între teoriile rămase, nefalsificate, pe cea care posedă cel mai înalt nivel de forță explicativă și de putere predictivă. Popper pune accent pe importanța spiritului critic al științei - gândirea critică este însăși esența raționalității. (Thornton 2017)
Au existat diferite propuneri privind demarcarea: aceasta trebuie să se refere la un program de cercetare (Lakatos 1974, 248–49), un domeniu epistemic sau o disciplină cognitivă, reprezentând scopuri comune de cunoaștere și practici (Bunge 1982) (Mahner 2007) o teorie (K. Popper 1963), o practică (Lugg 1992) (Morris 1987), o problemă sau o întrebare științifică (Siitonen 1984) și o anchetă anume (Kuhn 1970) (Mayo 1996). Dificultatea constă în selecția metodei de demarcare. Derksen (Derksen 1993) pune accentul în demarcare pe omul de pseudoștiință (persoana care promovează pseudoștiința), în ideea că pseudoștiința are pretenții științifice și astfel de pretenții sunt asociate cu o persoană, nu cu o teorie.